# Zhu Wen (écrivain)
Dans ce nom chinois, le nom de famille, Zhu, précède le nom personnel.
Pour les articles homonymes, voir Zhu et Zhu Wen.
Zhu Wen, né en 1967 à Quanzhou, province du Fujian est un écrivain chinois, mais également poète, scénariste et réalisateur.

## Biographie
Après des études en énergie à l’université du Sud-Ouest de Nankin, d’où il sort diplômé en 1991, il travaille quelque temps sur place comme ingénieur, avant de se consacrer à la fiction. En 2000 il déménage à Pékin.
Ses publications comprennent quatre recueils de nouvelles, plusieurs romans, un recueil de poèmes, quelques scénarios, et, en 2001, avec Seafood, le tournage d’un film, qui a été sélectionné pour être présenté à Cannes et récompensé par le prix spécial du Jury à Venise.

## Filmographie

### Réalisateur
- 2001 : Seafood (en) (海鲜) ;
- 2003 : South of the Clouds (en) (云的南方).

### Scénariste
- 1996 : Rain Clouds over Wushan (巫山云雨) de Zhang Ming ;
- 1999 : 17 ans (en) (过年回家) de Zhang Yuan ;
- 2001 : Seafood	(海鲜) de lui-même.

## Traduction française
- I love dollars et autres histoires de la Chine profonde  (trad. du chinois), Paris, Albin Michel, 2010, 355 p. (ISBN 978-2-226-19098-7)